# Gherghina
Gherghina (krymskotat. Defça) – wieś w Rumunii, w okręgu Konstanca, w gminie Mircea Vodă. W 2011 roku liczyła 12 mieszkańców.